# Авраменко, Олеся Александровна
Оле́ся Алекса́ндровна Авра́менко (родилась 25 октября 1959, Запорожье) — украинский искусствовед, куратор, арт-критик, кандидат искусствоведения (1993), член Национального союза художников Украины (1988), заслуженный деятель искусств Украины (2010). Автор трех сотен публикаций по вопросам искусства и художественной жизни Украины XX-XXI веков, а также научно-популярных сказок для детей. Две Серебряные медали Национальной академии искусств Украины  (2012, 2916). Член международной ассоциации искусствоведов AICA (2018).
Автор более трехсот публикаций по вопросам искусства и художественной жизни Украины XX-XXI столетий. Автор концепций и организатор более сотни художественных выставок и проектов.

## Биография
Родилась 25 октября 1959 году в Запорожье. Отец — украинский писатель Авраменко Александр Иванович (1934—1974). Мать — филолог, переводчик Ромашко Елизавета Константиновна (1934). В 1970 году вместе с родителями переехала в Киев. В 1982 году окончила факультет истории и теории искусства Киевского государственного художественного института. Педагоги — П. Белецкий, Л. Владич, А. Заварова, Вадим Клеваев, Л. Миляева, Л. Сак. С 1982 по 1983 год искусствовед в Республиканском Доме моделей трикотажных изделий. С 1988 года член Национального союза художников Украины. В 1993 году защитила кандидатскую диссертацию «Украинская детская книга 1970—1990-х годов: основные тенденции развития иллюстрации» и получила учёное звание кандидат искусствоведения. С 1996 по 1997 год автор, ведущая, редактор и режиссёр цикла телевизионных сюжетов авторской программы «Знаки творчества. Олеся Авраменко представляет», состоявшего из тридцати восьми передач (Межрегиональная ассоциация теле- и радиовещания творческое объединение «НАРТ»). С 2000 по 2003 год — собственный корреспондент и консультант по вопросам культуры и искусства журнала «Президент» и газеты «Президентський вісник».
С 1983 по 2004 год Олеся Авраменко работала в Институте искусствоведения, фольклористики и этнологии им. М. Т. Рыльского Национальной Академии наук Украины. С 2004 года по настоящее время — заведующая отделом визуальных практик в Институте проблем современного искусства Национальной академии искусств Украины. В 2009 году Высшая аттестационная комиссия присвоила Олесе Авраменко звание старшего научного сотрудника. В 2010 году присвоено звание заслуженного деятеля искусств Украины. 2016 – лауреат Серебряной медали НАМУ.
В 2018 году основала авторскую серию монографий «ACCENT»: научно-популярные издания по истории украинского искусства ХХ-ХХІ столетий: Имена. Творческие группировки. Художественные явления и тенденции.
Олеся Авраменко занимается исследованием типологии формирования, развития и функционирования украинского изобразительного искусства второй половины ХХ-начала XXI века, а также моделированием и организацией ряда современных художественных процессов и явлений на Украине.
Творческое сотрудничество с ведущими украинскими художниками — С. Адамовичем, М. Гуйдой, В. Зарецким, А. Кущем, О. Ивахненко, Ю. Ильенко, А. Криволапом, Е. Прокоповым, В. Сидоренко, М. Стороженко, Т. Сильваши, Г. Якутовичем и многими другими, следующих поколений, воплотилось в многочисленных публикациях по вопросам искусства и художественной жизни Украины XX-XXI веков; участие во всеукраинских и международных конференциях по вопросам культуры и искусства; содействие популяризации и интеграции украинского современного искусства за рубежом (Россия, Финляндия, Дания, США).
Живёт и работает в Киеве.
Дочь — Бельская Елизавета Владимировна (1987) — выпускница Национальной Академии изобразительного искусства и архитектуры (2009), издатель в ukrideabook.com.ua, гостевой редактор, ведущая рубрики в программе "Люта українізація" с Мухарский, Антон Дмитриевич.

## Художественная деятельность
С 1993 по 1996 — организатор художественной галереи и соучредитель Культурного центра «Світ-Л»;
С 1994 по 1995 — организатор и куратор живописных пленэров в Крыму, в Форосе;
С 1995 по 1997 — директор художественной галереи Национального университета «Киево-Могилянская академия»;
1996 — председатель экспертного совета, соавтор концепции и соорганизатор Первого Международного Арт Фестиваля в Киеве;
С 1998 по 2001 — директор художественной галереи «Персона» Киевского Республиканского планетария;
2003 — куратор международного художественного пленэра «Обратная связь. Франко-украинские встречи» в Гурзуфе, Крым;
2004 — куратор художественного пленэра в Алупке, Крым, а также куратор художественной выставки в поддержку Оранжевой революции "Художественное «Да» «Оранжевой революции», выставочные залы Национального союза художников Украины; куратор художественной выставки «Art Non-Stop» в штабе «Нашей Украины», художественная галерея Национального университета «Киево-Могилянская академия»;
С 2005 по 2010 — куратор восьми художественных пленэров в Гурзуфе под названием «Гурзуфские сезоны. Новые хроники» и восьми художественных концептуальных выставок, организованных по результатам этих проектов, в Гурзуфе и Киеве;
2010 — куратор и автор концепции пленэров «Вкус жизни» и «Ландшафты» цикла «Каневские импрессии», артотель «Княжа гора», Канев;
2011 — куратор ретроспективной персональной выставки Виктора Зарецкого в Национальном культурно-художественном и музейном комплексе «Мыстецкий арсенал»;
2012 — куратор пленэрного живописно-объектного проекта и выставки «Траектория» в Байдарской долине, в Крыму и Киеве;
В 2014 году куратор (совместно с Елизаветой Бельской) художественной выставки «Огонь любви. Посвящение Майдану», Центр современного искусства М17.

## Общественная деятельность
С 1995 по 1996 входила в наблюдательный совет Центра современного искусства Джорджа Сороса при Национальном университете «Киево-Могилянская академия»;
С 1997 по 2007 — член наблюдательного совета Благотворительного фонда «Общество: Приятели детей» (недоступная ссылка).